# Chromatoiulus sevangensis
Chromatoiulus sevangensis är en mångfotingart som beskrevs av Hans Lohmander 1932. Chromatoiulus sevangensis ingår i släktet Chromatoiulus och familjen kejsardubbelfotingar. Inga underarter finns listade i Catalogue of Life.